# Долинар, Элвира
Элвира Долинар (словен. Elvira Dolinar; 1870—1961), писавшая под псевдонимом Даница (словен. Danica), — словенская писательница, феминистка и педагог. Наибольшую известность ей принесли статьи в защиту прав женщин в журнале Slovenka, она считается первой словенской феминисткой.

## Биография
Элвира Долинар родилась в 1870 году в Кршко в семье австрийско-немецкого происхождения. Она выучилась на преподавателя, поскольку в то время педагогика была единственной интеллектуальной сферой в Словении, в которой женщины могли получить профессию. Однако, впоследствии, выйдя замуж, Долинар перестала преподавать. От мужа у неё было четверо детей, имя своей дочери Даница она взяла в качестве своего литературного псевдонима.
Долинар заинтересовалась вопросами защиты женских прав, когда училась на преподавателя, что вдохновило её на написание статей на эту тему, которые были опубликованы в различных австрийских журналах. Её наиболее резонансные работы появлялись на страницах журнала Slovenka («Словенская женщина»), выходившего с 1897 по 1902 год и в котором публиковались преимущественно учителя-женщины. Долинар написала более 40 статей для Slovenka, отстаивающих права женщин. В своей первой публикации Ženska emancipacija («Женская эмансипация»), вышедшей в 1897 году, она впервые на страницах этого журнала открыто выступила в защиту прав женщин, что позволяет называть её первой словенской феминисткой. Её самая важная и популярная статья Svobodna ljubezen in zakon («Свободная любовь и брак») была опубликована в 1900 году. В ней говорилось, что развод должен быть разрешён, когда оба супруга считают свои отношения «невыносимыми», это утверждение противоречило католическим ценностям, которым придерживалось большинство словенцев в то время. Её взгляды подвергались широкой критике, особенно со стороны католиков. Помимо публицистических работ Долинар также писала и произведения художественной литературы.
Долинар умерла в 1961 году в Бледе. На протяжении всего периода с 1945 года, когда Словения была частью коммунистической Югославии, Долинар и другие феминистки подвергались осуждению, и только после обретения Словенией независимости от Югославии в 1991 году её стали чествовать как «пионера словенской феминистской мысли».